# Horch Sachsenring P240
La Horch P240 è un'autovettura di fascia alta prodotta dal 1956 al 1959 dalla Horch AG, poi ribattezzata VEB Sachsenring Automobilwerk Zwickau, nella ex-fabbrica Horch di Zwickau, dove prima dell'avvento della Seconda Guerra Mondiale vennero assemblate prestigiose vetture di lusso. Fu commercializzata come Horch P240 fino al 1957, e da lì fino al 1959 come Sachsenring P240. La vettura viene spesso indicata anche come Horch P240 Sachsenring oppure come Horch Sachsenring P240.

## Storia e profilo

### Nascita del modello
Nel 1955 si ebbe l'uscita di produzione della EMW 340: a quel punto venne a mancare una berlina di prestigio per gli esponenti di spicco della politica tedesco-orientale. Ma l'apparato dell'industria automobilistica dell'ex-DDR, formata da fabbriche e aziende strettamente correlate e cooperanti fra loro, si era già mosso per tempo. Risale al 13 settembre 1953 l'avvio del progetto relativo alla vettura che avrebbe sostituito la 340. Ma stavolta si stabilì che il sito di produzione non sarebbe stato quello dell'AWE di Eisenach, bensì la ex-fabbrica Horch di Zwickau che nel primo decennio successivo alla fine della Seconda Guerra Mondiale fu dedicata esclusivamente alla produzione di autocarri pesanti. Per il progetto, non si partì da un foglio completamente bianco: per esempio, per quanto riguarda il motore, fu utilizzato un 6 cilindri in linea da 2.4 litri prodotto a Chemnitz (all'epoca denominata Karl-Marx-Stadt), presso l'ex-fabbrica Wanderer. Tale motore, il cui esordio risale già al 1951, era stato impiegato fino a quel momento solo su mezzi militari, come la Horch P2 e la IFA P2M. Anche per quanto riguarda il telaio si scelse di utilizzare una base meccanica derivata da quella della EMW 340.
Il 23 giugno 1954 fu realizzato il primo prototipo che una squadra della DEFA, una azienda cinematografica tedesco orientale, volle provare subito. Purtroppo tale prototipo ebbe alcuni inconvenienti tecnici durante il tragitto. Un secondo prototipo venne realizzato appena tre giorni dopo, senza i difetti del primo. La rapidità con cui il secondo esemplare venne approntato è da attribuirsi all'organizzazione in turni di lavoro (giorno e notte) durante i quali i lavori andarono avanti ben più velocemente. La tenacia di progettisti e operai, però, si scontrò ben presto con l'ottusità e l'incompetenza della classe politica che governava la DDR e che di fatto deteneva il controllo sull'intero apparato industriale della Germania dell'Est. Un esponente di tale classe, invitato a provare il secondo prototipo, dapprima si lamentò perché nella vettura non fu installato un rubinetto, come era stato nel caso del prototipo 930 S d'anteguerra (che in effetti era provvisto di un rubinetto da cui fuoriusciva acqua corrente calda o fredda a seconda delle esigenze), e poi, esaltato dalla bontà del comportamento della vettura su strada, stabilì che entro il 1957 ne sarebbero stati prodotti 9.000 esemplari, un traguardo assolutamente impensabile in una situazione economica come quella in cui versava la DDR a metà degli anni '50, dove la maggior parte della gente già faticava a poter acquistare una moto.
Entro la fine del 1955 furono assemblati 20 esemplari di preserie, ma la vettura definitiva fu presentata nella primavera del 1956 alla Leipziger Früjahrsmesse (letteralmente Fiera di Primavera di Lipsia).

#### Design esterno e interno
Rispetto alla 340, della quale andò a riprendere il testimone nel segmento delle vetture di rappresentanza tedesco orientali, la P240 attinse finalmente a quelli che erano i contenuti stilistici in voga durante quel decennio. E allora ecco che la vettura propose una carrozzeria berlina a tre volumi, di tipo ponton, con verniciatura bicolore o monocromatica e con i parafanghi posteriori appena sporgenti. Il frontale fu caratterizzato dalla grande calandra ovale e cromata con tre listelli orizzontali più uno verticale. Ai lati della calandra trovarono posto i due gruppi formati dagli indicatori di direzione e dalle luci di posizione, mentre al di sopra di essi erano alloggiati i due grandi proiettori circolari. Sopra la calandra, all'estremità anteriore del cofano motore, campeggiava la "H coronata", antico simbolo della Horch, qui riproposta anche nella nuova vettura. La vista laterale mostrava una fiancata percorsa da una modanatura cromata in corrispondenza dello stacco fra un colore e l'altro, l'andamento "a gradino" della verniciatura bicolore lungo tale modanatura e la presenza del marchio Horch anche sui copricerchi, mentre la coda fu caratterizzata da un lieve accenno di pinne e dalla presenza di un lunotto panoramico non molto sviluppato in altezza, e quindi penalizzante per quanto riguardava la visibilità posteriore, oltre che per il fatto di non rendere particolarmente luminoso l'abitacolo. A tale inconveniente si poté comunque porre rimedio ordinando la vettura con un tetto apribile (disponibile come optional).

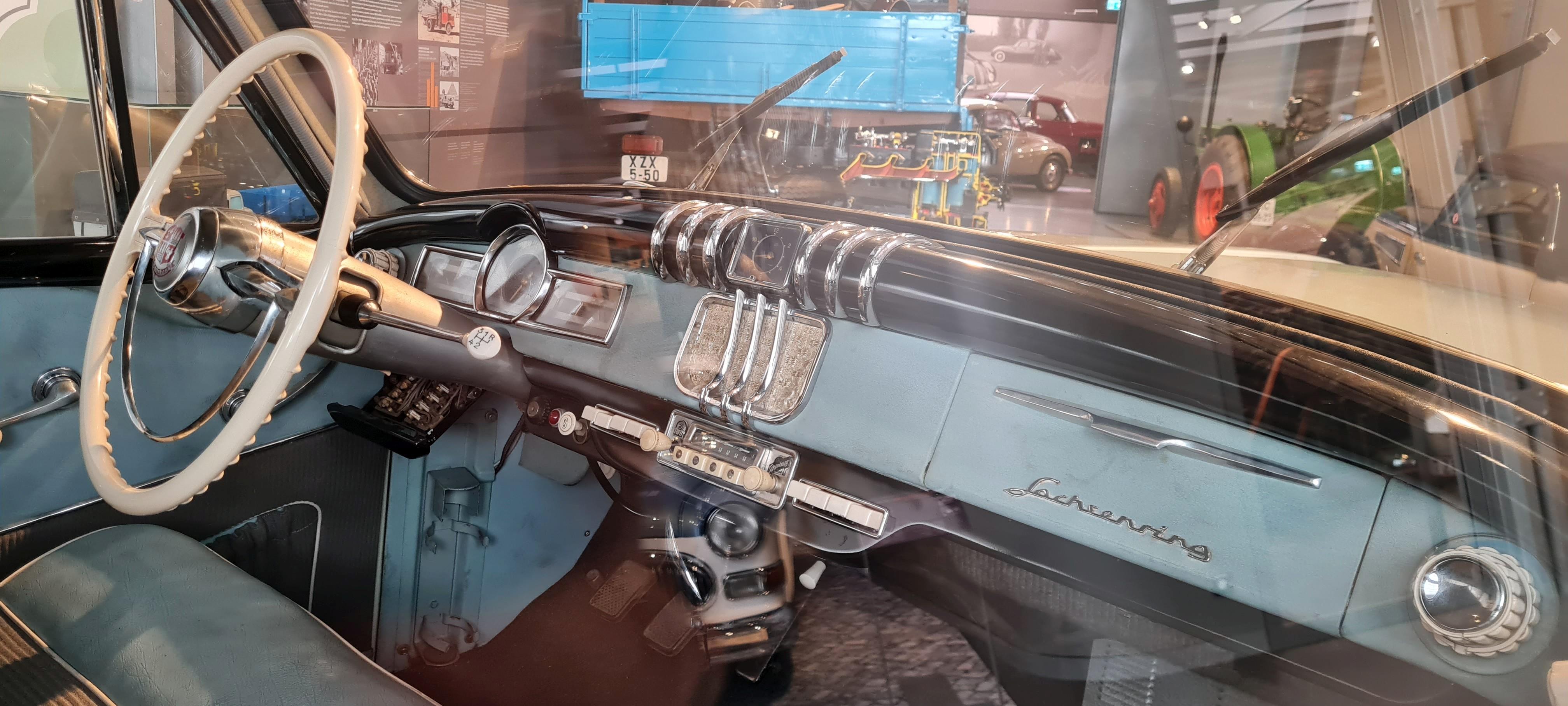
Gli interni

L'abitacolo dava ospitalità a sei persone (conducente compreso) ed era impostato ovviamente in funzione del tipo di clientela cui la P240 fu destinata, e cioè in maniera lussuosa ed elegante: i sedili e i pannelli porta erano rivestiti in finta pelle, mentre il cruscotto era verniciato in tinta con la carrozzeria e integrato da elementi cromati a scopo decorativo. Il cruscotto era dominato dal grande tachimetro circolare e da un quadrante rettangolare contenente alcune spie e indicatori (contachilometri, manometro olio, termometro acqua e amperometro). Il grande volante a due razze montava un semicerchio cromato nella metà inferiore, che altro non era che il comando del clacson. Sul suo piantone trovava posto la leva del cambio. Chi sedeva nei sedili posteriori poteva disporre di un tavolino estraibile per scrivere e prendere appunti.

#### Struttura, meccanica e motori
La P240 nacque su di un telaio separato tecnicamente derivato da quello delle ultime EMW 340. Si trattava di un telaio a longheroni e traverse scatolati in acciaio, la cui origine tecnica va fatta risalire alle BMW 326 d'anteguerra. La carrozzeria, quasi completamente in acciaio a parte il portello del cofano motore, era avvitata al telaio. La meccanica telaistica della P240 prevedeva un avantreno a ruote indipendenti con quadrilateri deformabili e un retrotreno ad assale rigido. Su entrambi gli assi furono presenti barre di torsione e ammortizzatori idraulici telescopici. L'impianto frenante, di tipo idraulico era a circuito unico, con tamburi sulle quattro ruote.

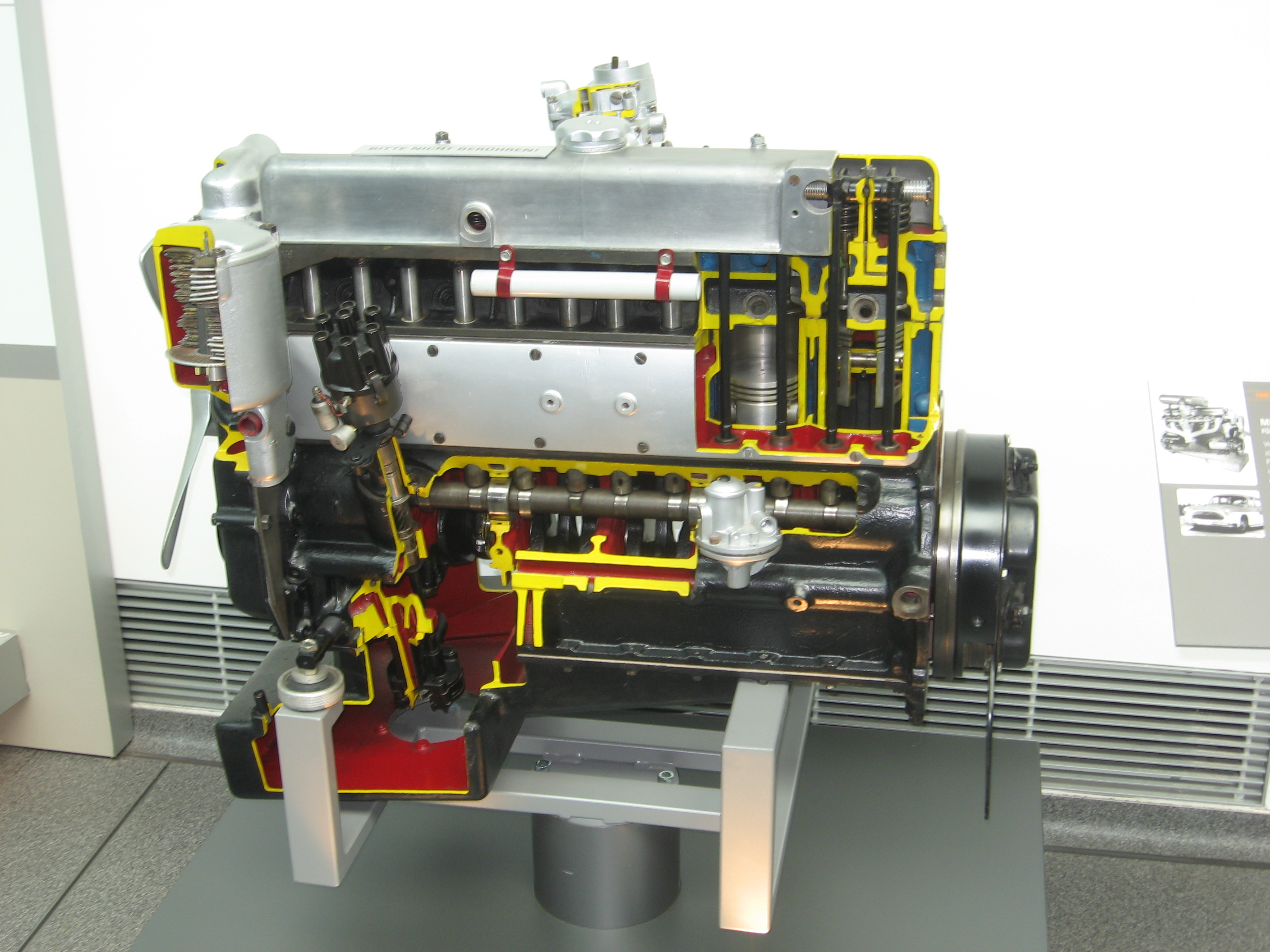
Spaccato del motore OM-6

La P240 non fu equipaggiata da un motore di origine BMW come fu invece per la 340, ma sfruttò un motore di origine Horch, o meglio, progettato e realizzato presso l'ex-fabbrica Horch che ancora nell'immediato dopoguerra sfruttava il nome Horch come marchio per autocarri pesanti e veicoli militari, nonché per i motori stessi che li equipaggiavano. E così, la P240 montò un 6 cilindri in linea da 2407 cm³ di cilindrata (alesaggio e corsa: 78x84 mm), derivato da quello montato nel kübelwagen P2M. Siglato OM-6, era un motore quasi interamente in ghisa, se si escludono alcuni componenti come il carter dell'olio nel basamento. L'albero motore era a sette supporti di banco e la distribuzione era a valvole in testa con asse a camme laterale. Rispetto alla versione utilizzata nel veicolo militare, il motore utilizzato per la P240 fu rivisitato in maniera tale che la sua potenza massima salisse da 65 a 80 CV, sufficienti per spingere la vettura da 1.480 kg a una velocità massima di 140 km/h.
Per quanto riguarda la trasmissione, la P240 montava un cambio manuale a 4 marce con leva al volante. Si trattava dello stesso cambio utilizzato sulla EMW 340.

### Evoluzione
La carriera commerciale della P240 fu decisamente breve e quindi furono pochi gli aggiornamenti che la caratterizzarono. Alcuni di essi furono però significativi perciò vale la pena ripercorrerli.

Va detto innanzitutto che la limitata produzione della P240, non fu da imputare tanto al breve periodo di produzione quanto al fatto che si trattava di una vettura preclusa a priori alle limitate disponibilità economiche della stragrande maggioranza della popolazione tedesco orientale: i 27.000 DDM richiesti per averne una di base furono appannaggio esclusivo di politici o comunque di personalità molto facoltose. E pensare che la produzione avvenne in perdita, visto che i costi necessari per assemblare ogni esemplare salivano a ben 33.000 DDM (la vettura era assemblata a mano e ogni esemplare richiedeva 2.500 ore di lavoro). Inoltre, si trattava di una vettura impegnativa anche nell'ambito delle spese di mantenimento, basti pensare che i soli dati relativi ai consumi parlavano di una media di 13 litri di carburante ogni 100 km.

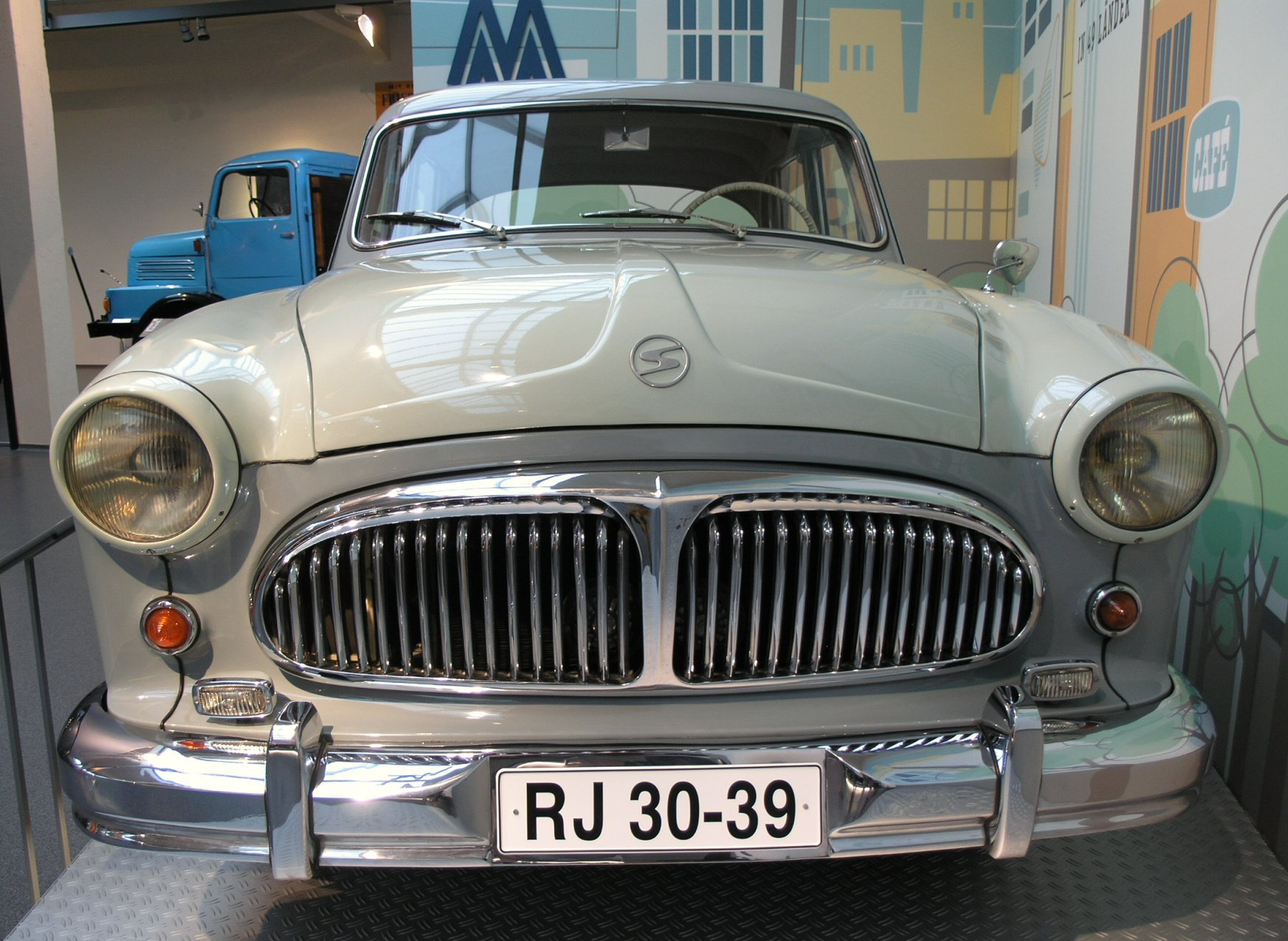
Il frontale con il logo Sachsenring

Tornando alla carriera della P240, essa fu commercializzata, come già detto, con il marchio Horch. Si trattò tuttavia di un utilizzo abusivo che ben presto espose la fabbrica Sachsenring a un'azione legale da parte dell'Auto Union, nel frattempo riformatasi a Dingolfing, in Baviera. Per questo, già nel 1957, la ragione sociale della ex-fabbrica Horch mutò in VEB Sachsenring Kraftfahrzeug- und Motorenwerk Zwickau e il marchio utilizzato divenne appunto quello della Sachsenring. Per l'occasione vi furono anche aggiornamenti stilistici: si ebbe infatti l'arrivo di una nuova calandra divisa in due parti da una grossa barra cromata verticale e coperta da sottili listelli anch'essi verticali.
Nel 1958 vi fu invece un aggiornamento tecnico, localizzato nell'impianto frenante che divenne a doppio circuito. Gli allestimenti si fecero più ricchi, tanto che ne risentì pure la massa della vettura, salita a 1.525 kg. 
Con la commercializzazione della Sachsenring P240, vi furono dei carrozzieri locali che assemblarono alcuni esemplari con carrozzerie speciali, in particolare kombi e cabriolet, varianti nate da particolari esigenze di alcuni esponenti della classe politica. Mentre la mezza dozzina di esemplari di P240 Kombi fu realizzata ad Halle, presso la ex-carrozzeria Kühn, le cabriolet (non più di dieci esemplari) nacquero invece a Dresda, presso la ex-carrozzeria Gläser.
La P240 fu tolta di produzione nel 1959 in seguito al forte disappunto del governo della DDR che si aspettava consensi ben superiori. La P240 fu quindi coinvolta dal Comecon in un ballottaggio che la vide contrapposta alla Tatra e al suo modello di punta, la T603, che in quel periodo fu prodotta oltre i limiti imposti dal Comecon stesso. Pertanto, l'iperproduttività della Tatra trovò un riscontro nel momento in cui la T603 prevalse sulla P240 decretando la fine della carriera commerciale di quest'ultima. Fu così che da quel momento in poi le alte cariche di Stato presero a utilizzare la Tatra 603, mentre i sottufficiali utilizzarono invece delle GAZ M21 Volga importate dall'URSS.

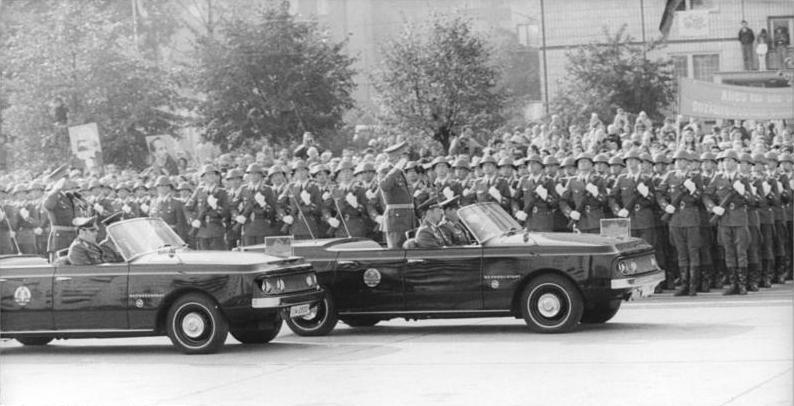
Le due Sachsenring Repräsentant a una parata politica nel 1974

La Sachsenring P240 conoscerà però una breve rinascita dieci anni dopo, e precisamente nell'ottobre del 1969, quando per festeggiare i primi vent'anni della DDR furono approntati due esemplari di quella che divenne nota come Sachsenring P240 Repräsentant, una vettura cabriolet a quattro porte le cui linee spigolose stavolta la avvicinavano maggiormente alla ben più popolare Wartburg 353. I due esemplari prodotti furono venduti a un prezzo di 100.000 marchi, vale a dire più o meno come dieci Trabant.
Horch faceva parte dell'Auto Union, che a metà degli anni '60 fu ribattezzata Audi. L'auto successiva dello stesso tipo e classe dopo la P240 è l'Audi 100.